# 徐秉哲
徐秉哲（？—12世纪？），江西鄱阳人，北宋末年官员。
北宋徽宗重和元年（1118年）登戊戌科进士，初任义乌知县，任上筑堤以通往来，又即柳洲造塔建寺，受百姓好评。后累官开封府尹，权领中书省，假资政殿学士，充徽猷阁直学士、提举江州太平观，昭信军节度副使，梅州安置，知惠州等职。
靖康元年末，金军攻入汴京，命开封府大量进献女俘和财物，开封府所获女子皆蓬头垢面，不食，假作羸病状，希图逃脱。开封府尹徐秉哲自置钗衫、冠插、鲜衣，将上自妃嫔、下及娼妓的众多女俘盛装打扮，交付金军。次年春，金军再来取皇室，徐秉哲“令坊巷五家为保，毋得藏匿”，逃亡民间的皇族成员都被缉拿，如廣平郡王趙楗、济王妃曹氏等，将曹氏锁在柜子里。靖康二年二月七日王时雍、徐秉哲和范琼将宋徽宗和皇族、后妃等陆续押送到金营。
三月七日金朝对张邦昌行册命礼，国号为楚，张邦昌封徐秉哲为权领中书省。南宋定都临安后，张邦昌被处死，徐秉哲再贬惠州。 